# Метайе, Лизьян
Лизьян Метайе (фр. Lysiane Métayer) — французский политик, депутат Национального собрания Франции.

## Биография
Родилась 7 августа 1963 года в Абиджане (Кот-д’Ивуар) в семье рыбаков с острова Груа. Получила диплом по бухгалтерскому учету и финансам в Университете Ренн II. Работала в администрации Университета Южной Бретани с момента его основания в 1995 году; была руководителем аппарата трех президентов университета, а затем директором по научным исследованиям.
С 2016 года Лизьян Метайе работает казначеем в Совете по развитию территории «Земли Лорьян», в конце 2020 года была избрана его президентом. 
Лизьян Метайе начала заниматься политикой в 2016 году, вступив в комитет поддержки Эмманюэля Макрона в коммуне Лармор-Плаж перед  президентскими выборами 2017 года. На муниципальных выборах 2020 года в Лорьяне вошла в список президентской партии «Вперёд, Республика!», но избрана не была.
Член партии «Территория прогресса», представляющей левый фланг президентского большинства, она была выдвинутом кандидатом от президентского большинства на выборах в Национальное собрание в 2022 году в пятом округе департамента Морбиан и была избрана депутатом Национального собрания, получив во втором туре 51,35 % голосов. 
В Национальном собрании стала членом Комиссии по национальной обороне и вооруженным силам.
На Парламентских выборах 2024 года, назначенных после роспуска президентом Эмманюэлем Макроном Национального собрания 9 июня 2024 года, Лизьян Метайе вновь баллотировалась, но проиграла во втором туре кандидату блока Новый народный фронт Дамьену Жирару.

## Занимаемые должности
28.06.2022 — 09.06.2024 — депутат Национального собрания Франции от 5-го избирательного округа департамента Морбиан